# ايمانويل رايموند لويس
ايمانويل رايموند لويس (بالإنجليزية: Emanuel Raymond Lewis)‏ هو أمين مكتبة أمريكي، ولد في 30 نوفمبر 1928 في أوكلاند في الولايات المتحدة، وتوفي في 14 مايو 2014 في بيثيسدا في الولايات المتحدة.